# Фужерол (Ендр)
Фужерол (фр. Fougerolles) насеље је и општина у централној Француској у региону Центар (регион), у департману Ендр која припада префектури la Châtre.
По подацима из 2011. године у општини је живело 338 становника, а густина насељености је износила 19,69 становника/km². Општина се простире на површини од 17,17 km². Налази се на средњој надморској висини од 250 метара (максималној 284 m, а минималној 187 m).

## Демографија
| 1962. | 1968. | 1975. | 1982. | 1990. | 1999. | 2011. |
| ----- | ----- | ----- | ----- | ----- | ----- | ----- |
| 369   | 377   | 311   | 289   | 281   | 287   | 338   |

График промене броја становника у току последњих година